# دانشگاه مومبای
دانشگاه مومبای یا دانشگاه بمبئی (انگلیسی: University of Mumbai)، یکی از اولین دانشگاه‌های دولتی در هند و قدیمی‌ترین دانشگاه در مهاراشترا است. این دانشگاه مقاطع دیپلم، کارشناسی، کارشناسی ارشد و دکترا را در زمینه‌های هنر، تجارت، علم، مهندسی و پزشکی ارائه می‌دهد.